# Molophilus gressittianus
Molophilus gressittianus là một loài ruồi trong họ Limoniidae. Chúng phân bố ở miền Australasia.